# Riebedebie
Riebedebie is een Belgisch bier van hoge gisting.
Het bier wordt gebrouwen in Brouwerij De Bie te Wakken, een deelgemeente van Dentergem.
Het is een goudblond bier, type tripel, met een alcoholpercentage van 9%.